# Еврейская община Резекне
Еврейская община Резекне  —  крупнейшее перед Великой Отечественной войной сообщество латвийского города Резекне, ведущее свою историю с XIV века, и практически полностью уничтоженное во время Холокоста в Латвии в период немецкой оккупации. Резекне являлся центром региона Латгалии (Инфлянтии), до Третьего раздела Польши входившего в её состав, а затем включенного в Витебскую губернию Российской империи, которой заканчивалась на западе черта оседлости евреев. Несмотря на то, что евреи как превалировавшее городское население Латгалии своим духовным центром считало Вильно, решением Первого конгресса латышей Латгалии этот регион заявил о своём единстве с латышскими братьями Курляндской и Лифляндской губернии, что впоследствии определило вхождение территории в состав Латвийской республики.
Община возобновила свою деятельность в 1991 году, однако Холокост оставил на ней трагический след: вместо сотен и тысяч людей в ней сегодня состоят несколько десятков.

## Начало истории общины
Исследование истории латгальских евреев — дело будущего, поскольку в данный момент она фрагментарна. Общие вехи истории обозначила доктор исторических наук Инесе Рунце в опубликованном в сборние "Ebreju Rēzekne (Еврейский Резекне)" реферате "История Резекненской еврейской общины до 1940 года. Краткий набросок".
Сохранились свидетельства, что в городах Ливонии уже в XIV веке встречались Schutzjuden, или привилегированные евреи, которым дозволялось жить в государстве, невзирая на запрет магистра Ливонского ордена Зигфрида фон Фейхтвангена (Siegfrieds von Feuchtwangen) от 1306 (или 1309) года на въезд и проживание нехристиан в Ливонской конфедерации.
После Ливонской войны и падения Конфедерации Польско-Литовское государство в 1561 году переняло в свое управление ее территорию, и сюда на постоянное жительство стали переезжать еврейские торговцы и ремесленники. Многие из них бежали от войск Ивана Грозного в конце XVI  века, а также с Украины, где во время восстания Богдана Хмельницкого развернулись еврейские погромы. Уже в XVII столетии в Польской Видземе или Инфлянтии жили примерно 2000 евреев.
В XVII-XVIII веках евреи перемещались из маленьких местечек (штетл) в города, увеличивался и ареал, который они населяли в Польском государстве. Появились различия в образе жизни сельских и городских евреев. Во многих городах евреи численно превосходили христианские общины и делились на торговцев и мещан, к последним примыкали и сельские жители. Экономическая активность народа была основой для быстрого роста городов и делала сельское хозяйство более жизнеспособным и технологичным.

## Резекне в культурном пространстве Российской империи
Когда после Первого раздела Польши Инфлянтия вошла в состав Российской империи, в 1773 году Режице (Резекне) были присвоены права уездного города. В 1802 году, когда он вошел в состав Витебской губернии, в нем жили около 5000 eвреев.
Город развивался медленно, но улучшение экономической активности было заметно в последние десятилетия XIХ века, после постройки Петербурго-Варшавской железной дороги, которая прошла через Режицу. Деятельность еврейских торговцев и ремесленников способствовала производству и торговле.
В традиции евреев Ашкенази всегда существовало 2 важных вещи: кладбище и синагога. Они были построены в Резекне уже в 1786 году. В 1834 году на плане города обозначены две синагоги, школа (shul), еврейская больница, дом торговца Гурвича и несколько магазинов.
В конце XIХ века евреи были активными распространителями технологий. Первый фотосалон в 1894 году открыл Абрам Лейбович, услуги типографии начали предоставлять в 1897 году Х.Хефлер и Мойше Холандский, — типография последнего до Второй мировой войны считалась одной из лучших в Латгалии.
Перед Первой мировой войной в Резекне находились несколько важных институций еврейской общины: хедер (школа), благотворительный фонд, библиотека, общество Bikur Holim, благотворительная кухня для бедняков. Были построены 9 синагог — все, которые действовали до Второй мировой войны.
Большинство состоятельных семей отсылало своих детей в русские государственные школы, где была возможность не только получить хорошее образование, но и включиться в русскую светскую культурную среду.
Один из известнейших резекненских интеллектуалов — Юрий Тынянов, дед которого Бер Эпштейн был одним из наиболее успешных предпринимателей своего времени.

## Eврейская община в Латвийской Республике
Жизнь еврейской общины после войны начала возрождаться в 1920 году с помощью еврейской организации США Джойнт.
В 1922 году была создана Еврейская государственная гимназия, где обучение велось на идише. Ее директором долгие годы был Яков Миллер.
Община евреев Резекне разделилась на два лагеря: одни считали, что в школе нужно учиться на идише, другие — что на иврите. Соответственно разделилась общественная жизнь и молодёжное движение. Первые тяготели к левым идеям, вторые — к правым. После переворота К.Улманиса 15 мая 1934 года влияние идишистов уменьшилось, а влияние их оппонентов возросло не только в Резекне, но и в еврейской общине Латвии в целом.
В 1935 году в Резекне проживали 3342 eврея, или 25,4% жителей, им принадлежало 75% всех торговых предприятий.
Городское еврейское благотворительное общество под руководством Михаила Мантейфеля собирало пожертвования на пансионат для престарелых и работу общества Bikur Holim. Благодаря деятельности еврейского активиста и депутата Михаила Боброва удалось добиться, чтобы городская управа выделяла деньги кошерной кухне, которая каждый год обеспечивала 120 школьников 18 000 порциями обеда.

## Места
Среди евреев Резекне были представители разных профессий. К сожалению, после Второй мировой войны большая часть исторических зданий была уничтожена.
Одним из лучших образовательных учреждений была Резекненская Еврейская государственная гимназия (Rēzeknes Ebreju valsts ģimnāzija), которая находилась на Даугавпилсском шоссе, д. 41/43 (в наши дни Atbrīvošanas aleja). Позже ее перенесли в новые помещения на Пожарную улицу (ныне ул. Тынянова). Сейчас здесь пустырь.
Одним из старейших зданий считается Латгальский культурно-исторический музей, на аллее Atbrīvošanas, 102. Уже в 1861 году здание упомянуто как одно из 17 каменных строений в городе. В1884 году Режицкая городская управа купила его у еврея Гордина за 2900 рублей для создания больницы. С 1937 года здесь работал музей и Еврейская шестилетняя школа.
Знаменитый советский кинорежиссер Фридрих Эрмлер жил на ул. Вильгельма Пурвитиса, 10. Об этом свидетельствует памятная доска, открытая 22 апреля 1978 года.
Также и у дома (Atbrīvošanas alejа 94), где в юности жил замечательный писатель Юрий Тынянов, установлена мемориальная доска, открытая в 2000 году. Tынянов жил в этом доме с 1906 по 1915 год. В 2012 году здесь открыт посвященный писателю памятник. Дом был заброшен, в 2017 году продан с аукциона, в 2019 году началась его реконструкция с целью превращения в гостиницу квартирного типа.
Жилой дом врача Ефима Гродзинского находится по адресу Atbrīvošanas alejа, 25.  Гродзинский был выдающийся общественный деятель, организатор Еврейской государственной гимназии и ее первый директор.

## Еврейский Резекне
Исследование истории еврейской общины Резекне ведётся в рамках научно-просветительского проекта, предусматривающего проведение международных исследований, конференций и выпуск печатных трудов по изучению истории, традиций, культуры и выдающихся представителей общины. Первая конференция в рамках проекта состоялась 18 марта 2016 года. 13 апреля 2017 года был издан первый сборник статей «Еврейский Резекне» на латышском и английском языках.
На прошедшей в Латгальском посольстве «Горс» конференции были проанализированы история и традиции евреев Латгалии, их яркие личности и быт. 12 научных исследований легли в основу сборника статей, ставшего отправным пунктом для повествования о евреях Резекне. Научный редактор сборника — доктор исторических наук Улдис Нейбургс.
Для популяризации проекта проводятся тематические встречи с жителями, открытые презентации, подготовка гидов и туристических продуктов. Первоисточником проекта явилась инициатива снизу: хранитель фондов Латгальского культурно-исторического музея (Latgales Kultūrvēstures muzejs) Cильвия Рыбакова и бывший председатель Резекненской еврейской общины Рашель Кукля создали экскурсионный маршрут «Еврейский Резекне». В него были включены важнейшие места, связанные с евреями, — магазины, жилые дома, банк, синагога, памятные места. Сейчас создано мобильное приложение, побуждающее исследовать маршрут еврейского Резекне в городской среде индивидуально.
Маршрут стал одним из содержательных мотивов резекненской Зелёной синагоги, который дополняли, развивали и уточняли. При подготовке экспозиции этой синагоги возникла потребность в углубленных исследованиях пяти веков еврейской истории в Резекне.

### Формирование плана исследований

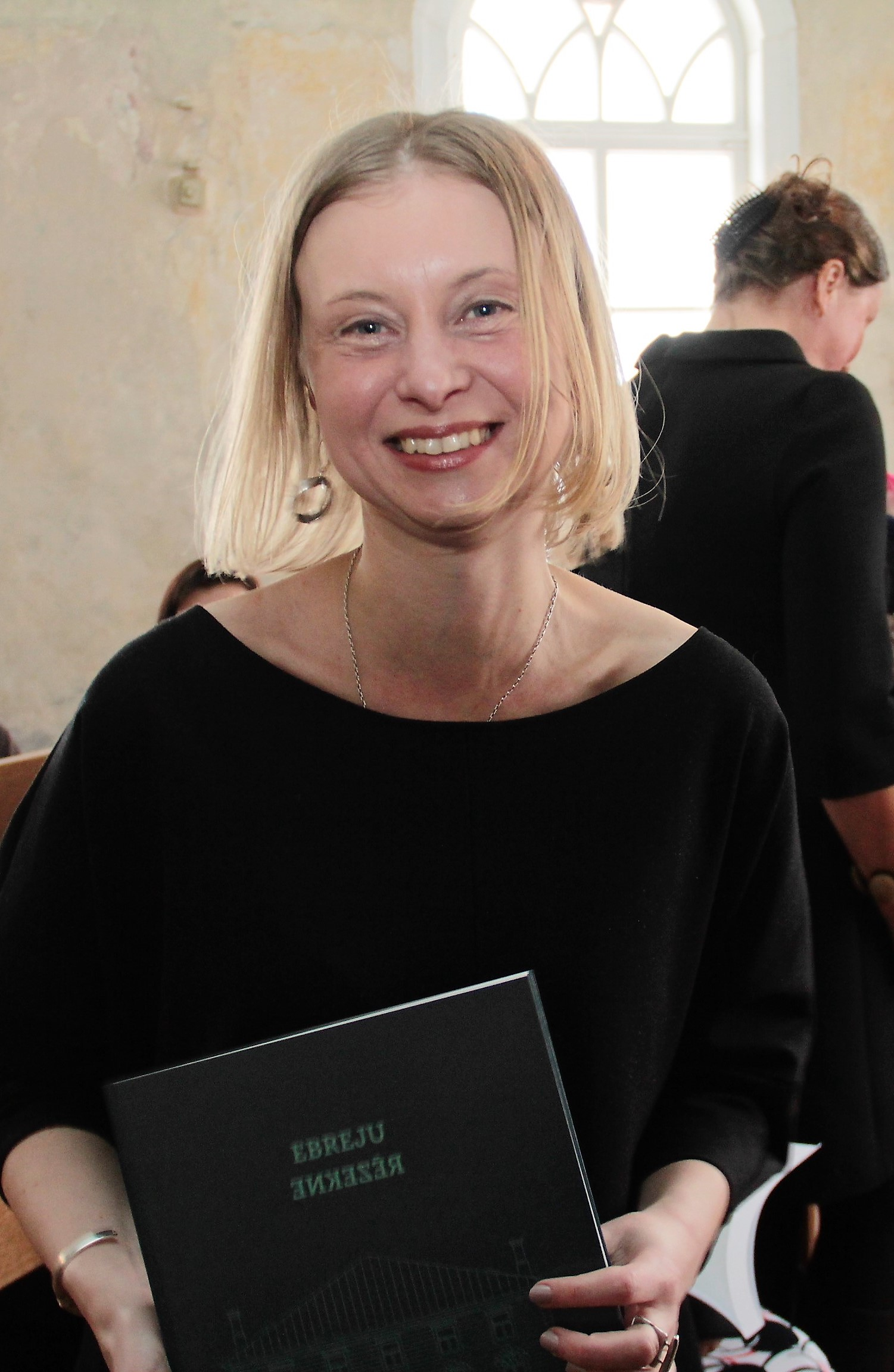
Составитель первого сборника Ebreju Rēzekne Инета Зелча-Симансоне со своим детищем.

Автор идеи сборника статей «Еврейский Резекне», руководитель «Creative Museum» Инета Зелча-Симансоне признает, что в начале работы над содержательной концепцией резекненской Зеленой синагоги систематических исследований на эту тему не было. Таким образом историку Инесе Рунце было заказано первое краткое исследование о том, как первые представители еврейского народа появились в Резекне, в какой момент началось формирование общины, и так до ХХ века. Когда была сделана экспозиция синагоги и состоялось открытие, созрело намерение продолжить этот труд и начать проведение систематических исследований и, в частности, научной конференции.
Сборник статей в тёмно-зелёной обложке с изображением возрожденной Резекненской Зеленой синагоги на обложке — своего рода продолжение самой синагоги. Его целью было показать национальное разнообразие Резекне, красочность и богатство его культуры, говорит составительница книги.

### Tемы
Первый выпуск сборника состоит из двух символически равноценных частей. Первая посвящена восстановлению Резекненской Зелёной синагоги (Rēzeknes Zaļā sinagoga), вторая — исследованиям на тему истории евреев Резекне и Латгалии, озвученным преимущественно на состоявшейся в 2016 году конференции.
«Постепенно сформировался рассказ о еврейских традициях, истории, культурном наследии; кто они были, кто они сейчас и что мы про них знаем». Инета Зелча-Симансоне, музеолог, создательница музея и книги.

### Фольклор и личности
Исследователь еврейской культуры Марина Гехт представила фольклорную коллекцию резекненского этнографа Гирши Эткина, которую он в 1946 году передал в собрание латышского фольклора. Это единственный фрагмент еврейского фольклорного наследия именно в Латгалии.
Доктор коммуникационных наук Дидзис Берзиньш исследовал социальную память Холокоста в контексте Латгалии: «В Латвии долгие годы информации о Холокосте было, в принципе, мало. Мне кажется, что десять лет назад латыши гораздо лучше знали, кто такой Оскар Шиндлер, нежели Жанис Липке, кто такая Анна Франк, нежели Шейна Грам».
В других работах сборника рассматривается влияние хасидов в Латгалии, еврейская погребальная культура, стереотипы о евреях в рассказах жителей, исследуются биографии родившихся в Резекне писателя Юрия Тынянова, режиссёра Фридриха Эрмлера, художника Аркадия Найшлоса.

### Участники проекта
Автор содержательной концепции Зеленой синагоги Инета Зелча-Симансоне, куратор проекта от Резекненской думы Наталья Юпатова, экскурсовод и «хозяин дома» Волдемар Ивдрис — именно с этих людей начался научно-познавательный проект еврейского Резекне.
Авторы научных исследований:
- Каспарс Зеллис, доктор исторических наук. Исследователь Холокоста в Латвии, общественный деятель[20];
- Инесе Рунце, доктор исторических наук. Специалист по религиозной истории, автор монографий[21];
- Дидзис Берзиньш, доктор коммуникационных наук;
- Солвейга Круминя-Конькова, доктор философии;
- Надежда Пазухина, доктор искусствоведения;
- Байба Ванага, доктор искусствоведения;
- Ольга Сенькане, доктор филологии.